# Rétság
Rétság – miasto w północnych Węgrzech położone w komitacie Nógrád. Leży w powiecie Rétság, którego jest stolicą. Populacja w styczniu 2011 wynosiła 2945 osób.